# Bell X-14
Bell X-14 (Bell Type 68) là một loại máy bay VTOL thử nghiệm của Hoa Kỳ trong thập niên 1950.

## Tính năng kỹ chiến thuật (X-14A)
Đặc điểm tổng quát
- Tổ lái: 1
- Chiều dài: 25 ft 0 in (7,62 m)
- Sải cánh: 34 ft 10 in (10,36 m)
- Chiều cao: 8 ft 0 in (2,40 m)
- Trọng lượng có tải: 3.100 lb (1.406 kg)
- Trọng lượng cất cánh tối đa: 4.269 lb (1.936 kg)
- Động cơ: 2 × Armstrong Siddeley Viper 8 kiểu turbojet, 1.750 lbf (7,8 kN) mỗi chiếc

 Hiệu suất bay 
- Vận tốc cực đại: 172 mph (277 km/h)
- Tầm bay: 300 dặm (482 km)
- Trần bay: 20.000 ft (6.096 m)
- Lực đẩy/trọng lượng: 1:0,9